# Список глав государств в 603 году
Список глав государств в 602 году — 603 год — Список глав государств в 604 году — Список глав государств по годам

## Африка
- Аксумское царство — Герсем, негус (ок. 600 — 614)

## Америка
- Баакульское царство — Иш Йо’ль Ик’наль, царица (583 — 604)
- Бонампак — Йахав Чан Муван I, божественный царь (600 — 605)
- Канульское царство — Ук’ай Кан , царь (579 — ок. 611)
- Шукууп (Копан) — К’ак'-Ти-Чан, царь (578 — 628)

## Азия
- Абхазия (Абазгия) — Финиктиос, князь (ок. 580 — ок. 610)
- Восточно-тюркский каганат — Жангар Киминь-каган, каган (603 — 608)
- Гассаниды — аль-Айхам VII ибн Джабала, царь (? — 614)
- Дханьявади — Тюрия Ситья, царь[англ.] (600 — 618)
- Западно-тюркский каганат — Нили-хан, каган (603 — 604)
- Индия —
  - Вишнукундина — Янссрайя Мадхав Варма IV, царь[лит.] (573 — 621)
  - Гауда — Шашанка[англ.], царь (590 — 626)
  - Западные Ганги — Мушкара, махараджа (579 — 604)
  - Маитрака — Силадитья I, махараджа[англ.] (ок. 595 — ок. 615)
  - Паллавы (Анандадеша) — Махиндраварман I, махараджа (600 — 630)
  - Пандья — Мараварман Авани Куламани, раджа (590 — 620)
  - Чалукья — Мангалеша, раджа (597 — 609)
- Камарупа — Бхаскарварман, царь (600 — 650)
- Картли — Стефаноз I, эрисмтавар (590 — 627)
- Кахетия — Адарнасе I, князь (580 — 637)
- Китай (Династия Суй) — Вэнь-ди (Ян Цзянь), император (581 — 604)
- Корея (Период Трех государств):
  - Когурё — Йонянхо, тхэван (590 — 618)
  - Пэкче — Му, король (600 — 641)
  - Силла — Чинпхён, ван (579 — 632)
- Паган — Хтун Шит, король[англ.] (598 — 613)
- Персия (Сасаниды) — Хосров II Парвиз, шахиншах (591 — 628)
- Раджарата (Анурадхапура) — Аггабодхи II, король (564 — 608)
- Тарума — Кертаварман, царь (561 — 628)
- Тибет — Намри Сонгцэн, царь (601 — 617)
- Тогон — Муюн Фуюнь, правитель (597 — 635)
- Тюркский каганат —
  - Кара-Чурин-Тюрк, каган (599 — 603)
  - в 603 году распался на Западно-тюркский каганат и Восточно-тюркский каганат
- Тямпа — Самбуварман, князь (572 — 629)
- Ченла — Махендраварман, раджа (598 — 610)
- Япония —
  - Суйко, императрица (592 — 628)
  - Сётоку, регент (592 — 622)

## Европа
- Аварский каганат — Баян II, каган (602 — 617)
- Англия — Этельберт I, бретвальда (591 — 616)
  - Берниция — Этельфрит, король (593 — 616)
  - Восточная Англия — Редвальд, король (593 — 624)
  - Дейра — Этельрик, король (588 — 604)
  - Думнония — Бледрик ап Константин, король (598 — 613)
  - Каер Гвенддолеу — Араун ап Кинварх, король (573 — ок. 630)
  - Кент — Этельберт I, король (591 — 616)
  - Мерсия — Пибба, король (593 — 606)
  - Регед —
    - Северный Регед — Элфин ап Оуэн, король (593/595 — 616)
    - Южный Регед — Гвайд ап Двиуг, король (593 — 613)

  - Уэссекс — Келвульф, король (597 — 611)
  - Элмет — Кередиг ап Гваллог, король (586 — 616)
  - Эссекс — Следда, король (568 — 604)
- Арморика — Хоэль III, король (594 — 612)
- Бавария — Тассилон I, герцог (591 — 610)
- Бро Варох — Канао II, король (594 — 635)
- Вестготское королевство —
  - Лиува II, король (601 — 603)
  - Виттерих, король (603 — 610)
- Византийская империя — Фока, император (602 — 610)
  - Африканский экзархат — Ираклий, экзарх (598 — 610)
  - Равеннский экзархат —
    - Каллиник, экзарх (598 — 603)
    - Смарагд, экзарх (603 — 611)
- Ирландия —
  - Аэд Слане, верховный король (598 — 604)
  - Колман Римид, верховный король (598 — 604)
  - Айлех — Колман Римид мак Баэтан, король (580 — 604)
  - Коннахт — Маэл Котад, король (601/602 — ок. 622)
  - Лейнстер — Брандуб мак Эхах, король (595 — 605)
  - Мунстер — Финген мак Аэдо Дуйб, король (600 — 618)
  - Ольстер — Фиахне мак Баэтан, король (588 — 626)
- Лангобардское королевство — Агилульф, король (590 — 615/616)
  - Беневенто — Арехис I, герцог (591 — 641)
  - Сполето — Теоделап, герцог (602 — 650)
  - Фриуль — Гизульф II, герцог (590 — 610)
- Папский престол — Григорий I Великий, папа римский (590 — 604)
- Уэльс —
  - Брихейниог — Идваллон ап Лливарх, король (580 — 620)
  - Гвинед — Иаго II ап Бели, король (ок. 599 — 613)
  - Дивед — Артуир ап Петрок, король (595 — 615)
  - Поуис — Кинан Гаруин, король (ок. 560 — ок. 610)
- Франкское королевство —
  - Австразия —
    - Теодеберт II, король (596 — 612)
    - Гундульф, майордом (600 — 607)

  - Бургундия —
    - Теодорих II, король (596 — 613)
    - Бертоальд, майордом (599 — 604)

  - Нейстрия — Хлотарь II Великий, король (584 — 629)
  - Васкония — Жениал, герцог (602 — 626)
- Фризия — Аудульф, король (600 — ?)
- Швеция — Сёльве, король (ок. 600 — ?)
- Шотландия —
  - Дал Риада — Айдан Вероломный, король (574 — 608)
  - Пикты — Нехтон II, король (599 — 620)
  - Стратклайд (Альт Клуит) — Ридерх Щедрый, король (ок. 580 — ок. 613)

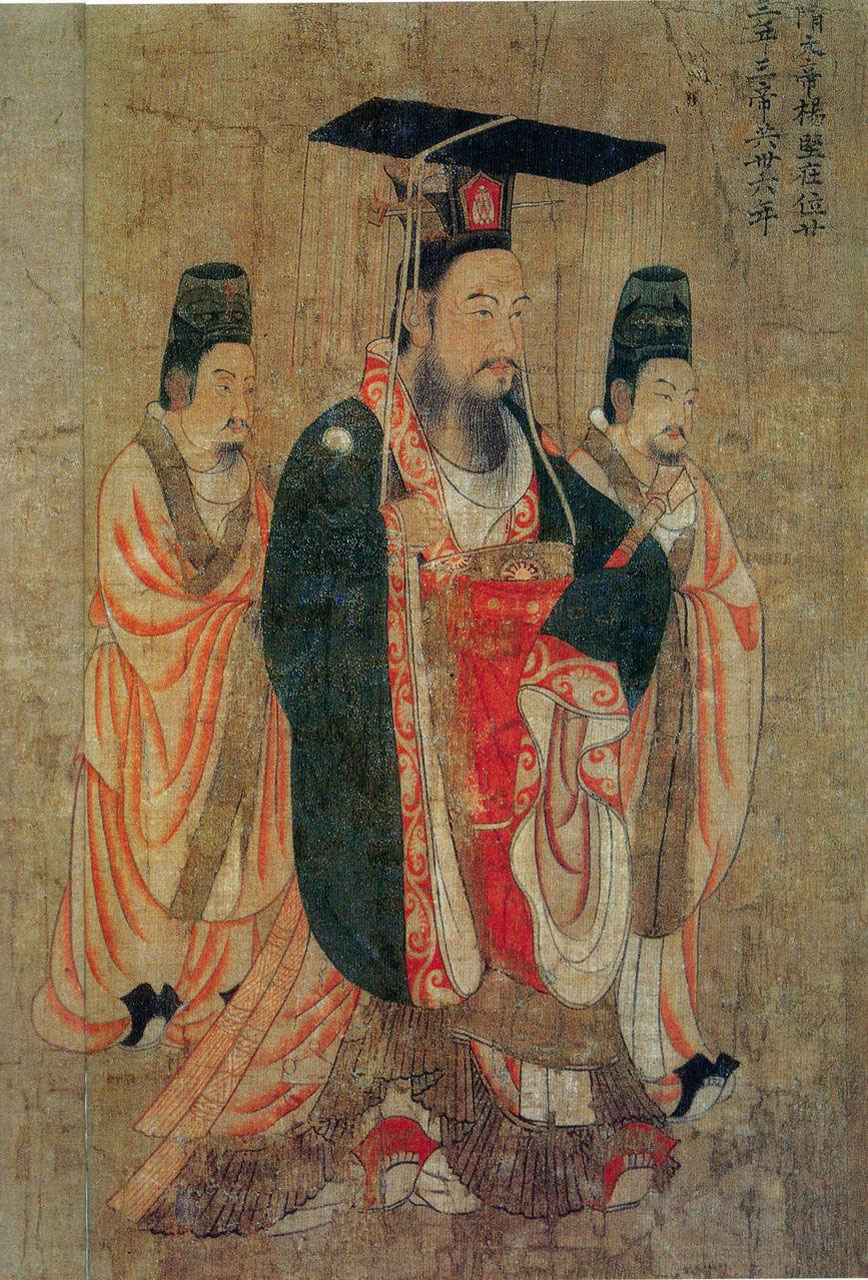
Вэнь-ди 581-604 Император Китая
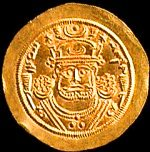
Хосров II Парвиз 591-628 Шахиншах Персии
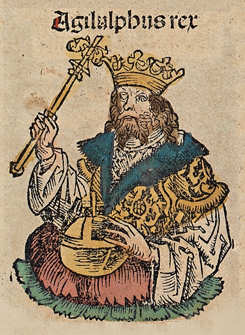
Агилульф 590-615/616 Король лангобардов
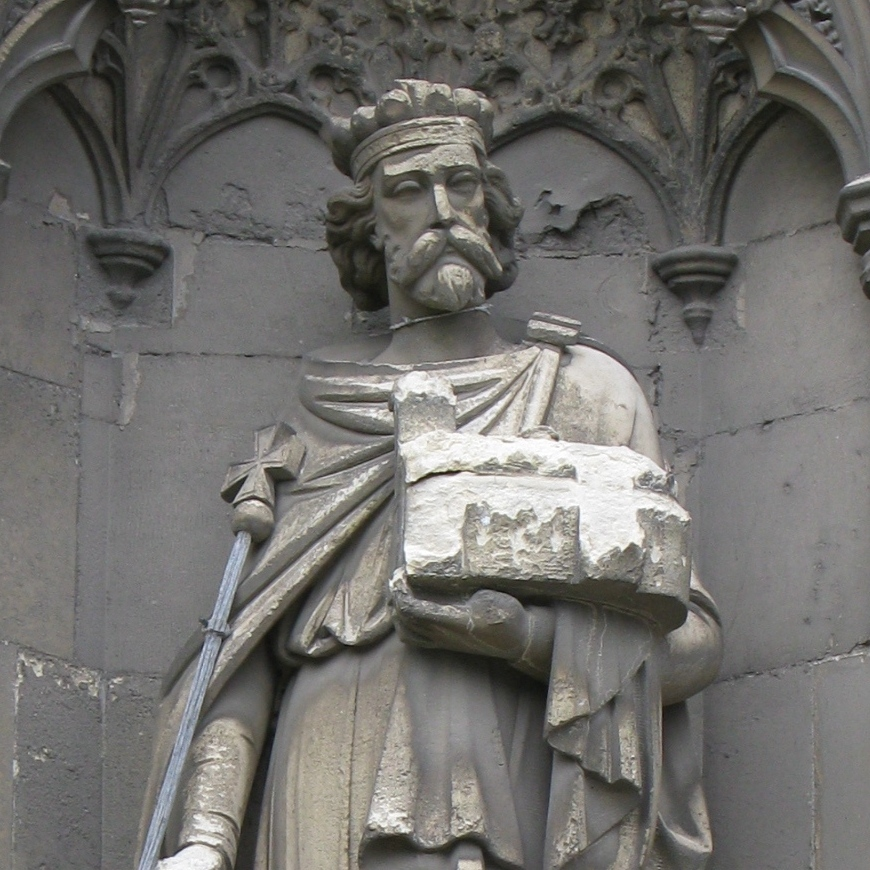
Этельберт I 591-616 Король Кента
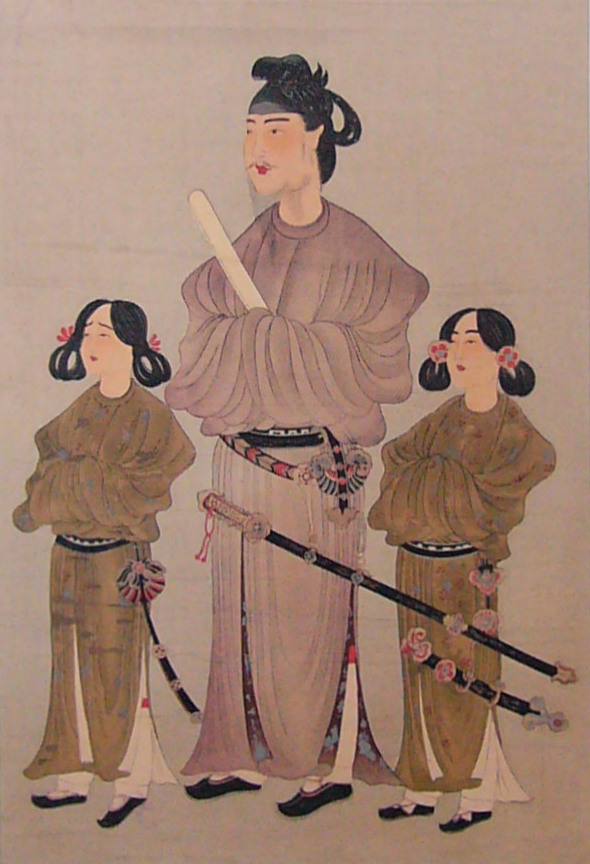
Сётоку 592-622 Принц-регент Японии
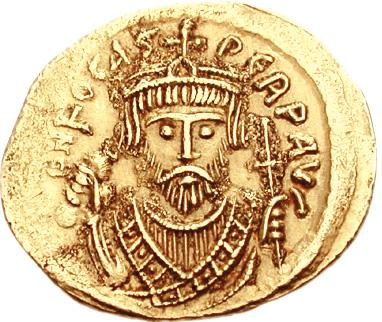
Фока 602-610 Император Византии
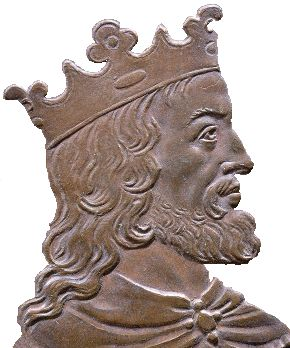
Хлотарь II 584-629 Король Нейстрии
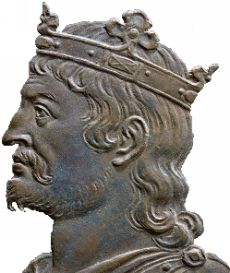
Теодорих II 596-613 Король Бургундии
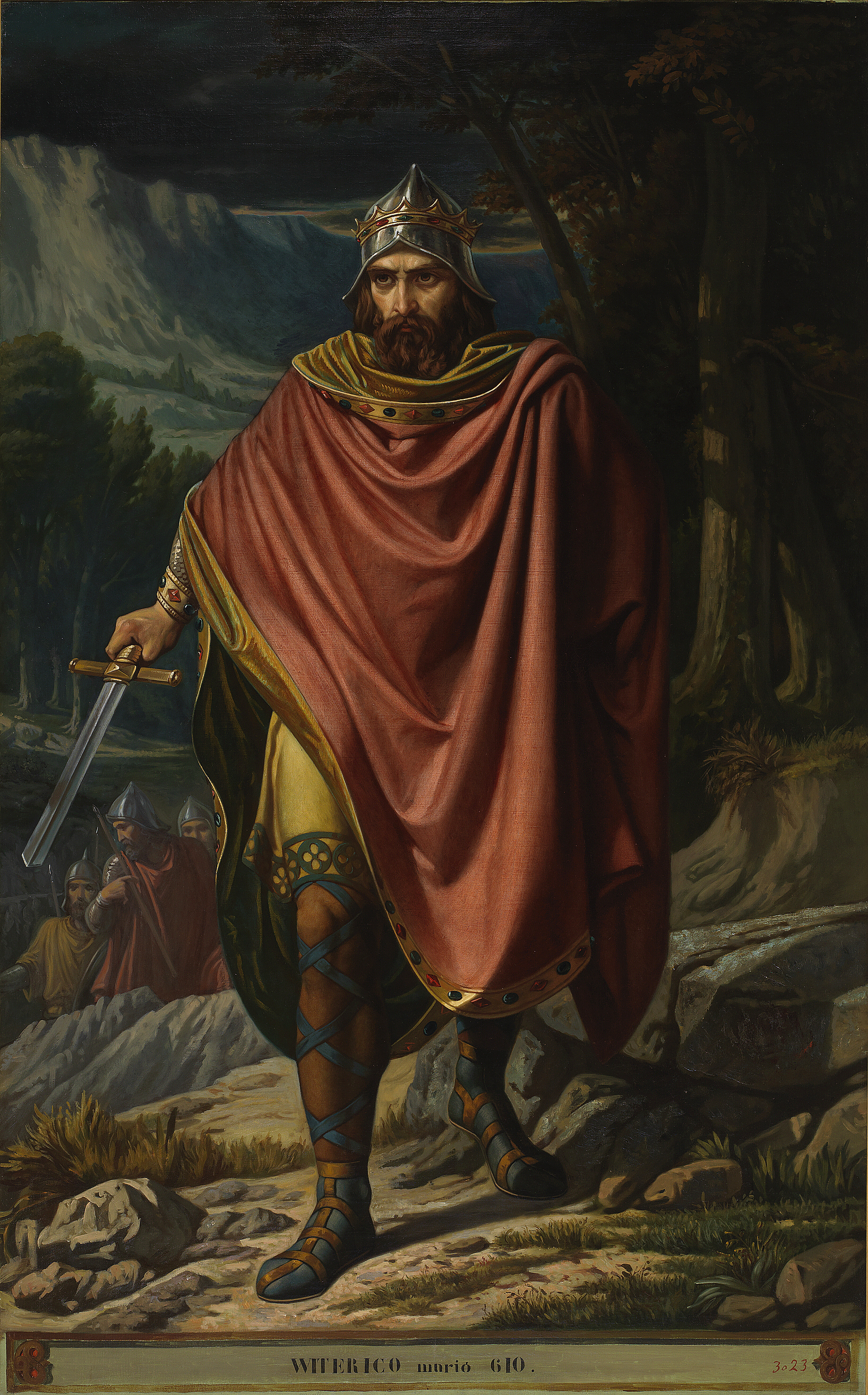
Виттерих 603-610 Король вестготов
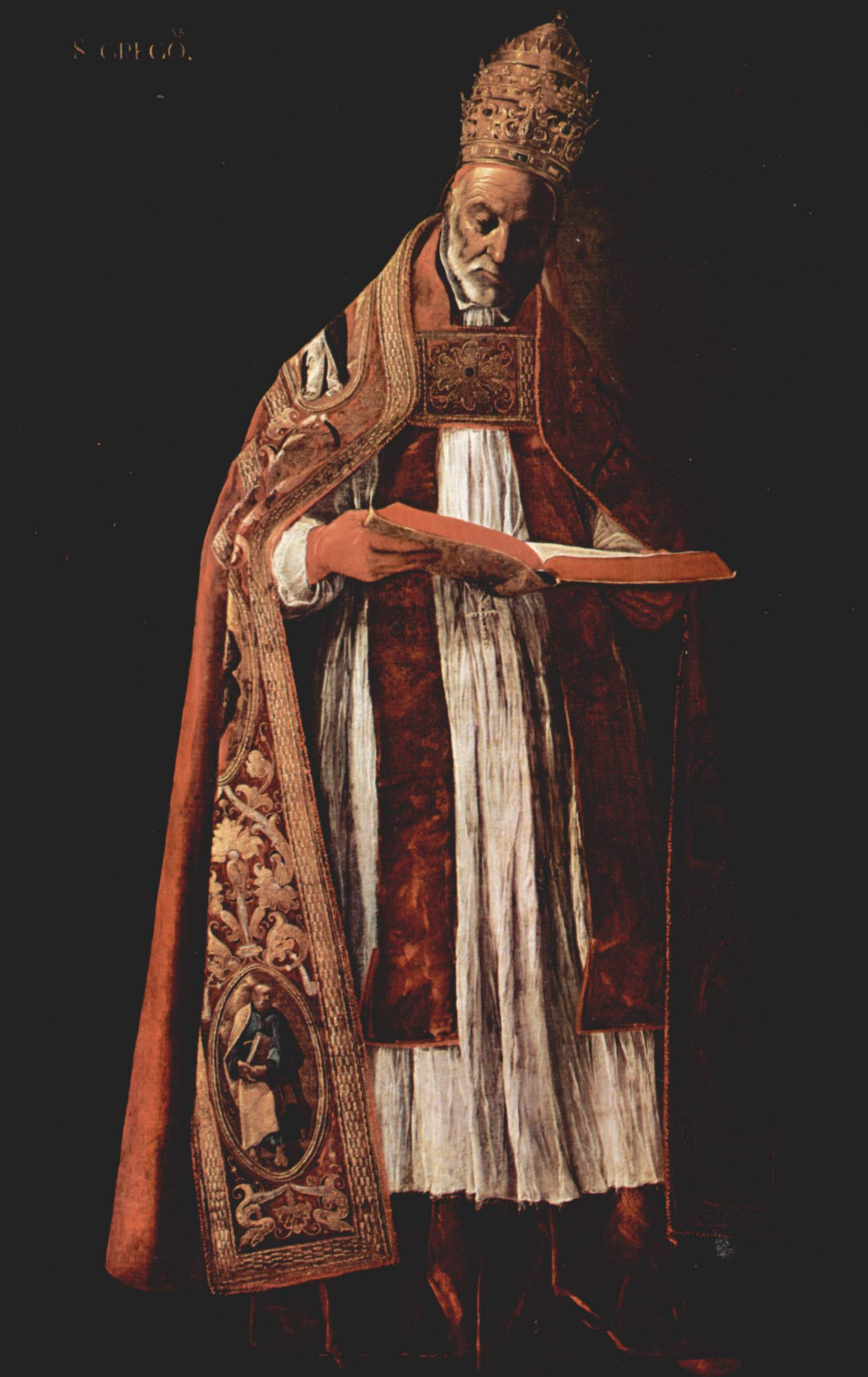
Григорий I Великий 590-604 Папа римский